# Període Atlàntic
El Període Atlàntic en paleoclimatologia va ser el període, dins el sistema Blytt-Sernander, més càlid i més humit del Nord d'Europa. Va tenir lloc durant part de l'Holocè. El clima durant el període Atlàntic va ser més càlid i més humit que el clima actual. El període Atlàntic va estar precedit pel període Boreal, el qual tenia un clima similar a l'actual i va ser seguit pel Subboreal, que és de transició cap al clima modern. Pel fet que va ser el període més càlid de l'Holocè, el període Atlàntic sovint es designa més directament com l'Òptim climàtic de l'Holocè, o simplement com l'òptim climàtic.

## Subdivisió de l'Atlàntic
L'Atlàntic equival a la Zona de pol·len VII. De vegades es diferencia un Pre-atlàntic o Atlàntic primerenc. Aquest període encara està en procés de definició.

## Datació

### Inici del període Atlàntic
Segons les dades de les perforacions del gel de Groenlàndia és possible definir un període Preatlàntic o Atlàntic primerenc al voltant de 
8.040 aC, on la línia de l'isòtop 18O roman per sobre de 33 ppm en la corba combinada de Rasmussen et al. (2006), la qual acabaria al període fred 6.2 ka a.C (8.2 ka calibrat BP).

### Final del període Atlàntic
Segons les perforacions de gel de Groenlàndia és extremadament difícil trobar un límit clar. Molts científics troben un declivi en les temperatures prou significatiu després de 4800 aC.
Un altre criteri bioestratigràfic prové del delivi dels oms. Tanmateix aquest delivi apareix en les diverses regions entre els anys 4300 i 3100 aC.

## Descripció

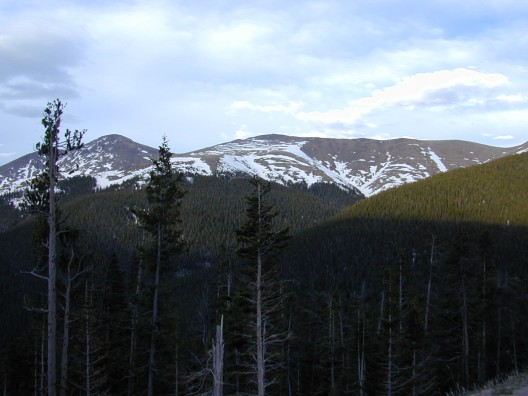
Límit arbori

El període Atlàntic va ser una època d'alça en les temperatures i de transgressió marítima a les illes de Dinamarca i d'altres llocs. La mar es va alçar 3 m respecte al nivell que té actualment al final d'aquest període. També els llacs interiors tenien un nivell més alt amb fluctuacions.
L'increment de les temperatures va tenir l'efecte d'estendre els climes del sud cap al nord en un període relativament curt. El límit arbori pujà a les muntanyes del nord 600 i 900 m. Les espècies termòfiles migraren cap al nord. No varen substituir les espècies que ja hi havia anteriorment però les nou vingudes eren les majoritàries. A tota l'Europa Central els boscos caducifolis substituïren els de fulla persistent.

## Flora
Durant el període Atlàntic els boscos caducifolis temperats del sud i del centre d'Europa s'expandiren cap al nord per a substituir els bosc boreal mixt el qual va trobar refugi als vessants de les muntanyes. Va descendir la quantitat de pol·len de gramínies.
Al nord-est d'Europa en el període Atlàntic tardà els arbres de fulla ampla van passar a ser 34% del bosc
Al llarg de la línia del Danubi i el Rin hi va haver la cultura ceràmica lineal i van aclarir el bosc per aconseguir terra llaurable cap a 5500–4500 aC,.

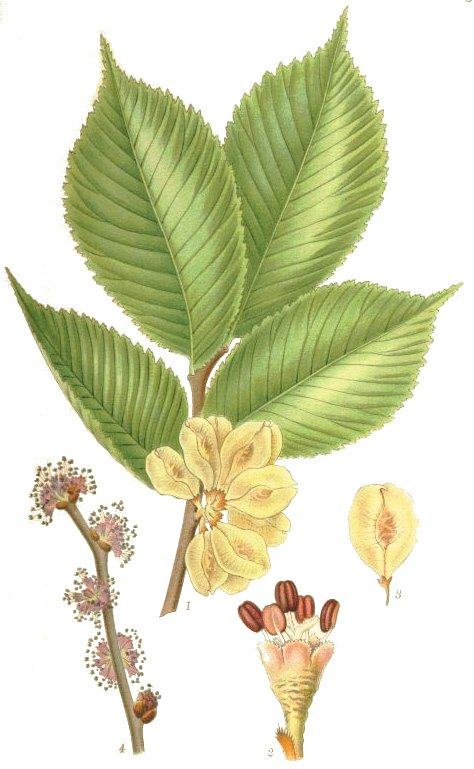
Ulmus glabra
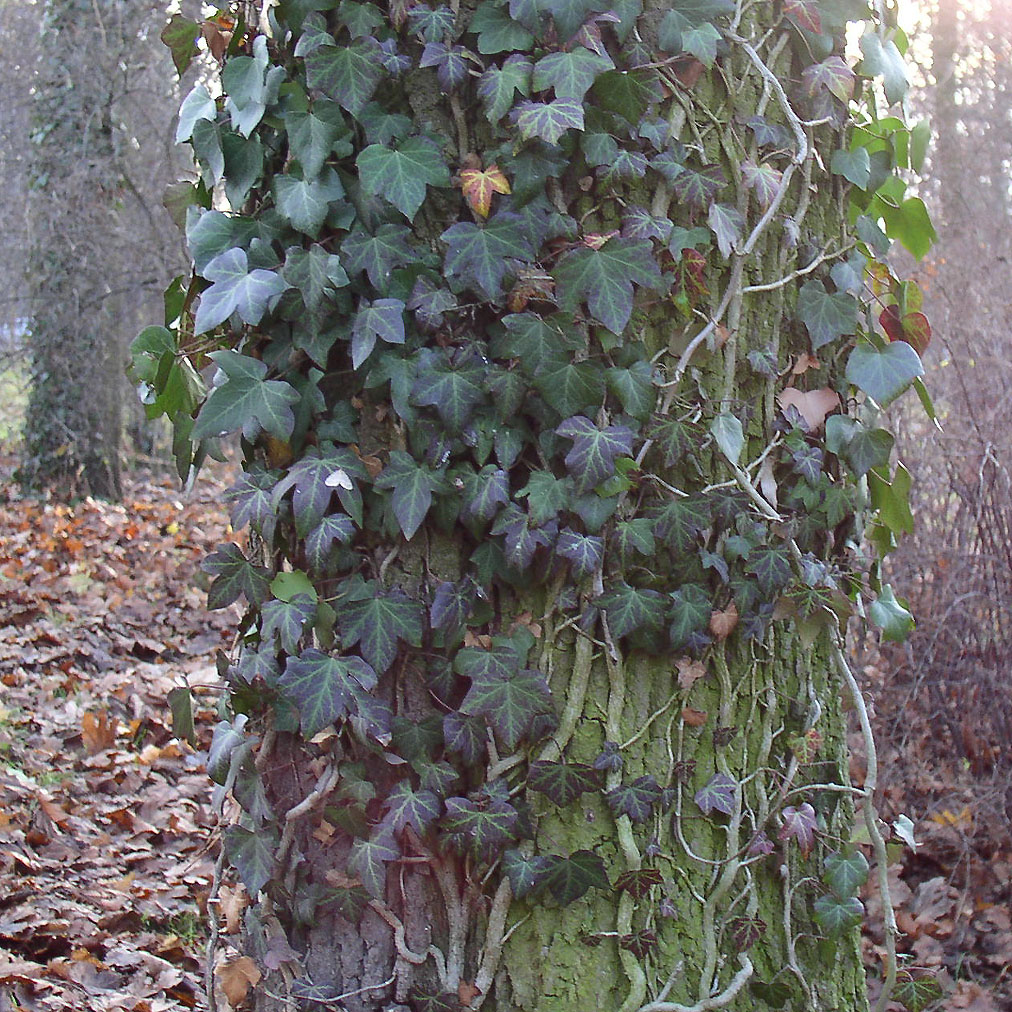
Hedera helix
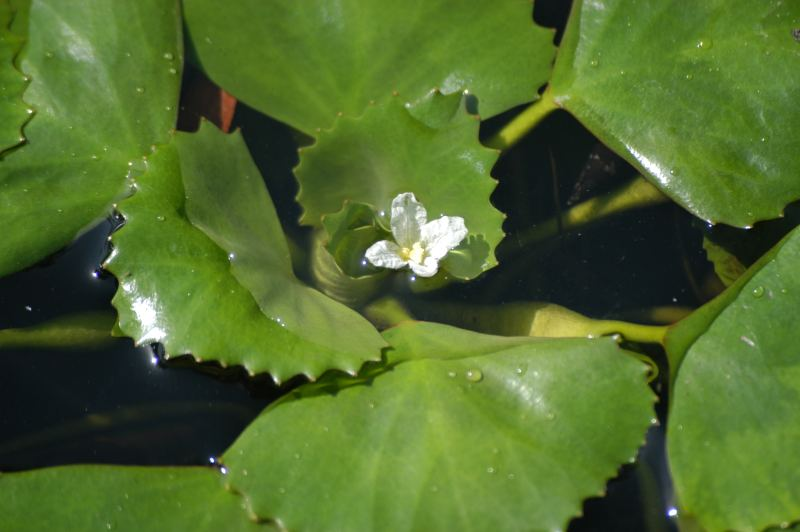
Trapa natans
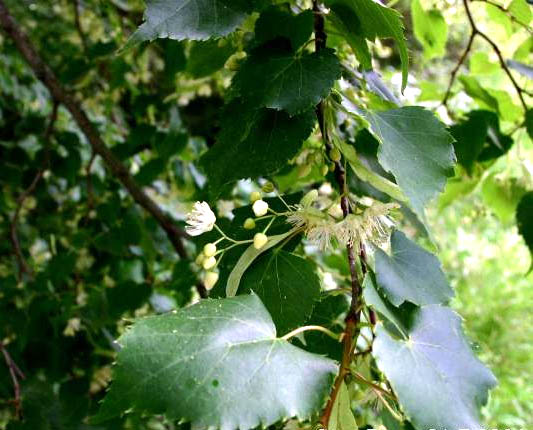
Tilia cordata
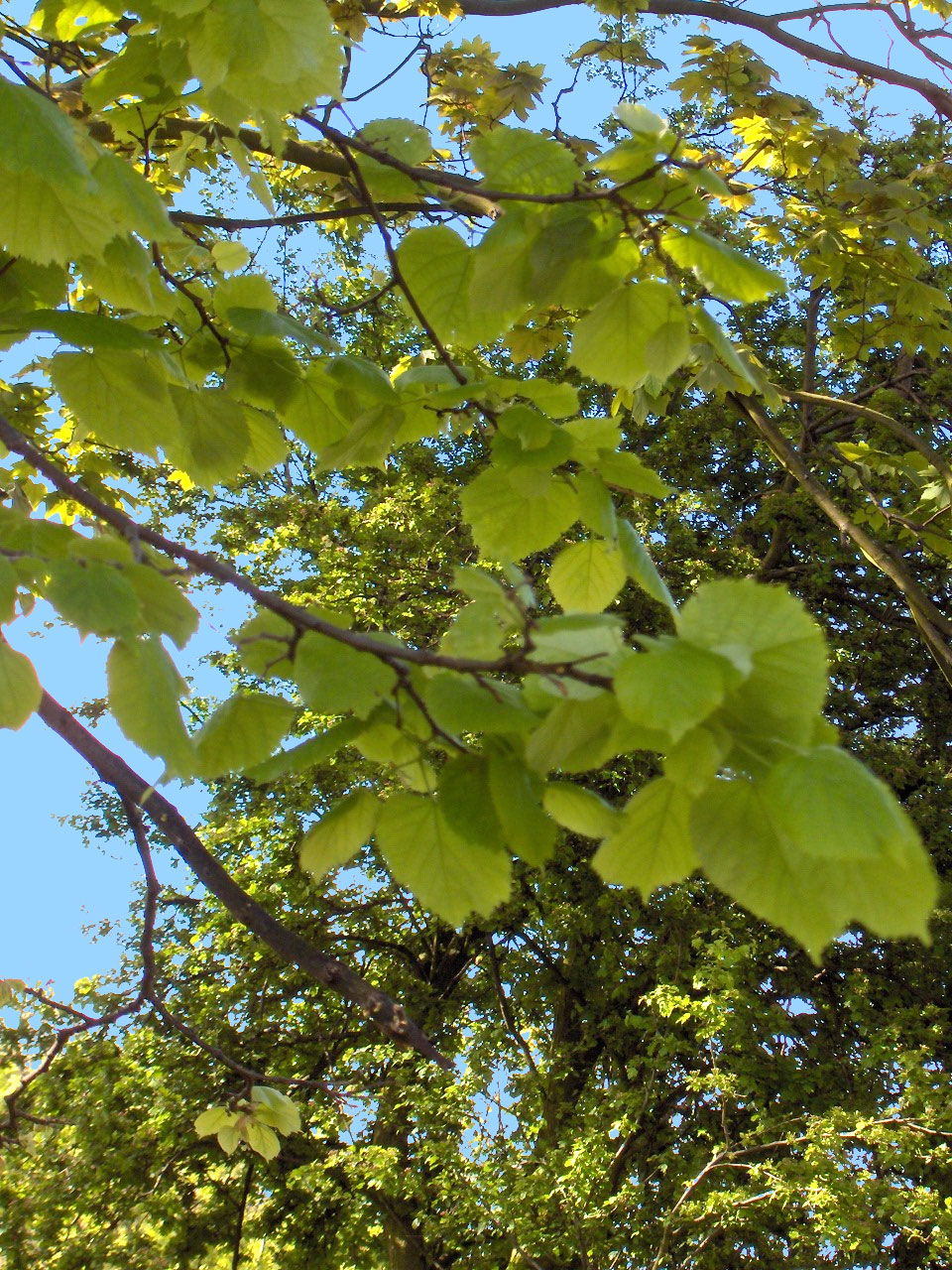
Tilia platyphyllos
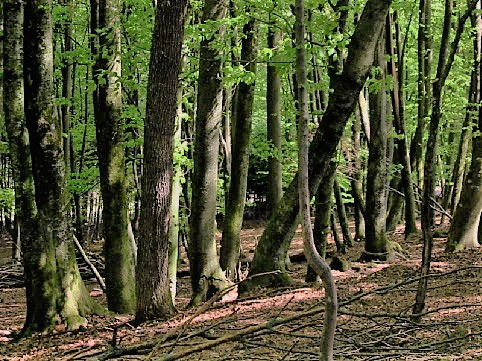
Fageda a Eslovènia
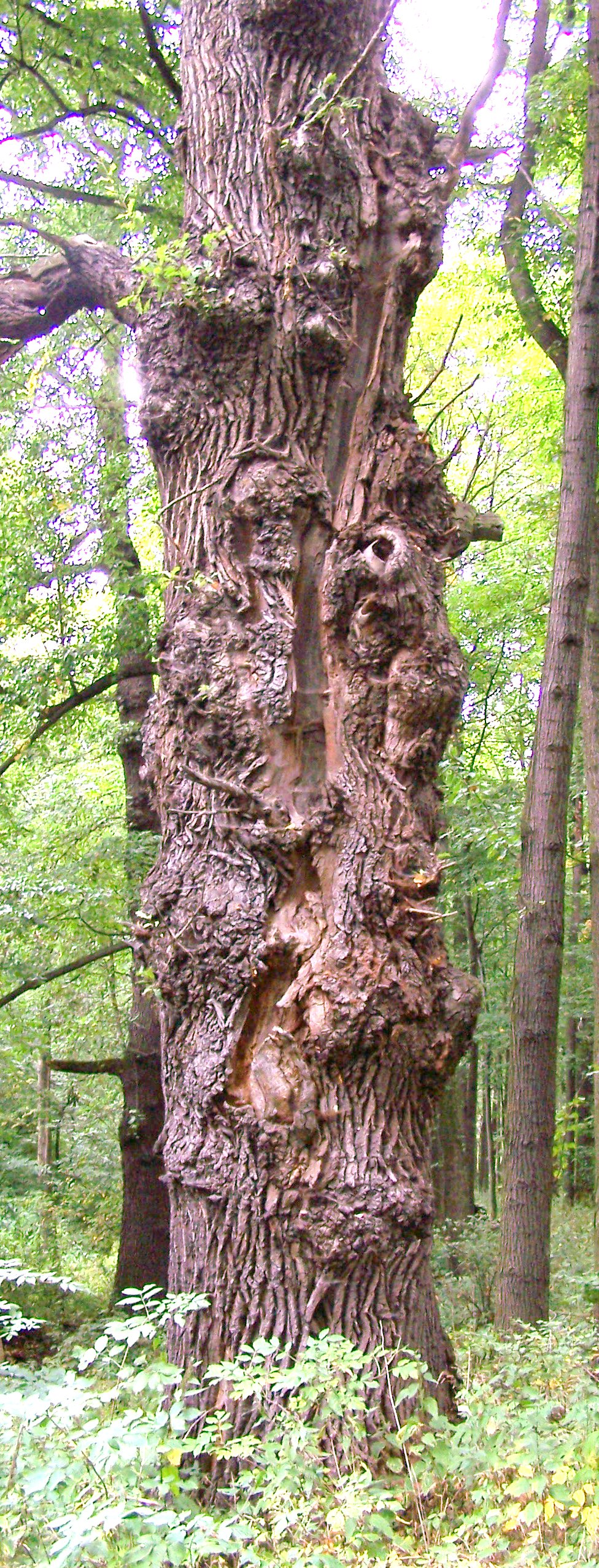
Roures
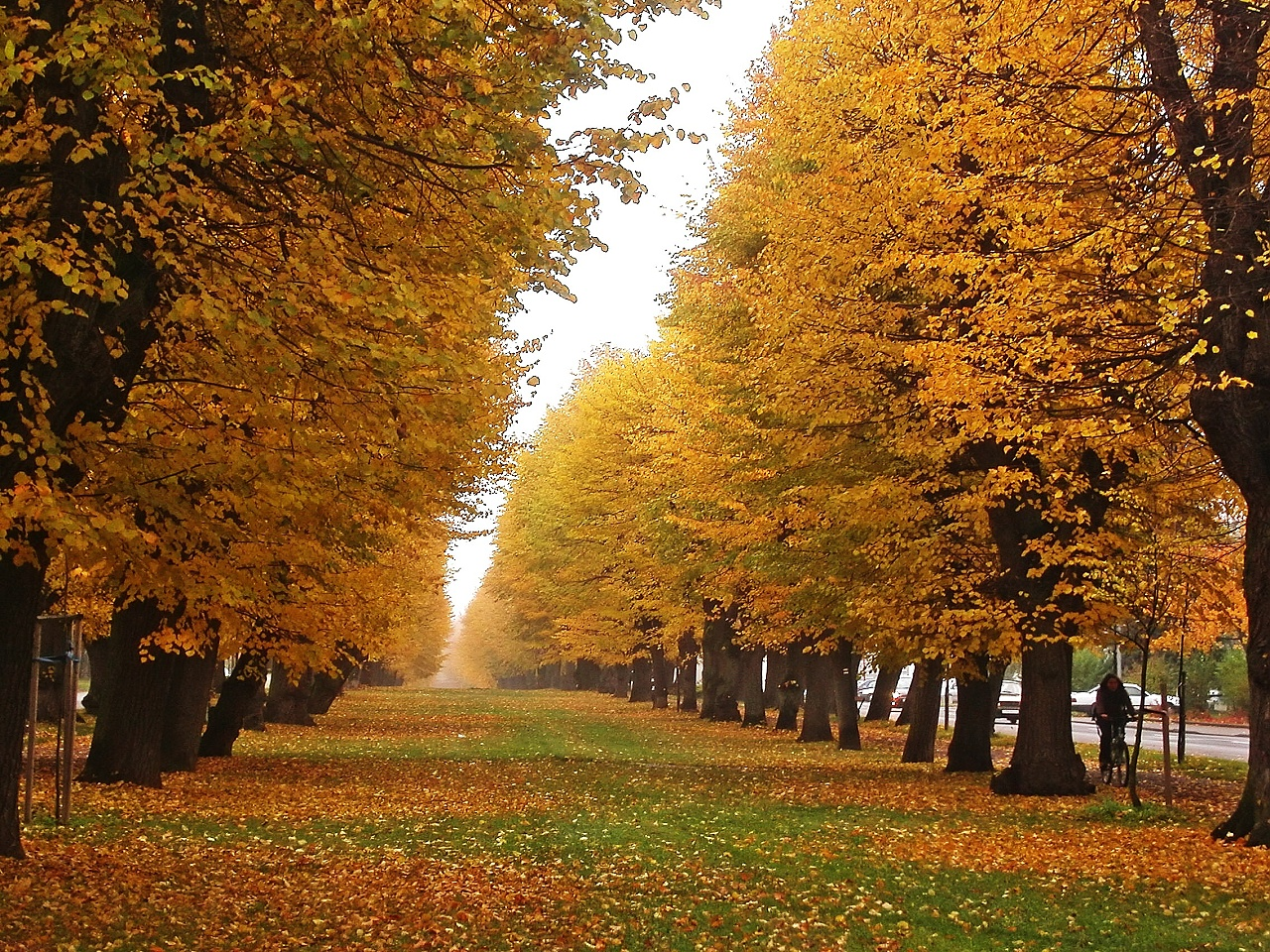
”Tillia”

## Fauna

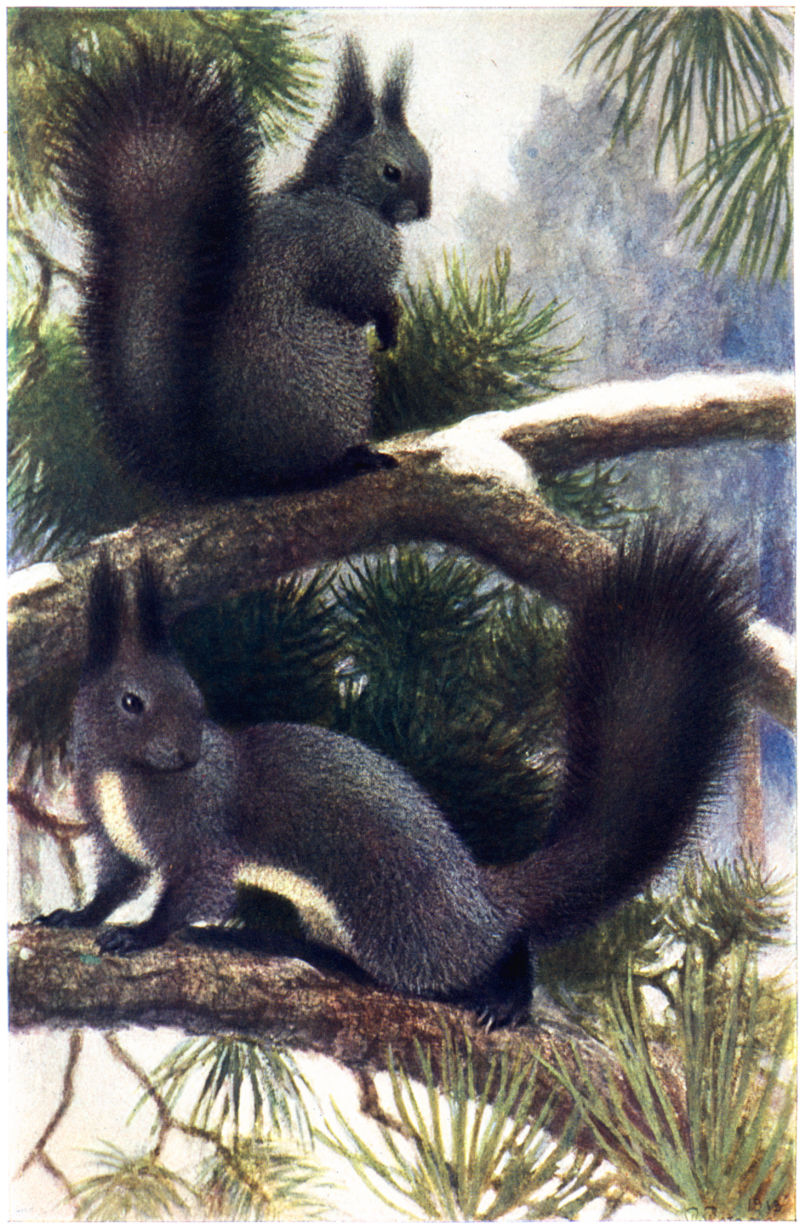
Esquirol (Sciurus vulgaris)

Al Bàltic l'efecte d'un major nivell de les aigües eliminava l'anòxia en la zona submarina i permetia la vida d'espècies de peixos actualment rars com l'anxova Engraulis encrasicolus i de Gasterosteus aculeatus. S'hi trobaven també tres espècies de foques que els humans mesolítics caçaven om també les balenes dels estuaris
Els principals ocells eren els marítims. El pelicà de Dalmàcia (Pelecanus crispus), també vivia a 
Eren comuns l'esquirol, Sciuris vulgaris i el ratpenat de Daubenton (Myotis daubentonii). En el bosc caçaven el gat silvestre, la marta Mustela putorius i el llop.
Hi havia diverses espècies de cèrvids i el senglar. Encara hi vivien l'ur i el cavall salvatge els quals eren caçats pels humans.

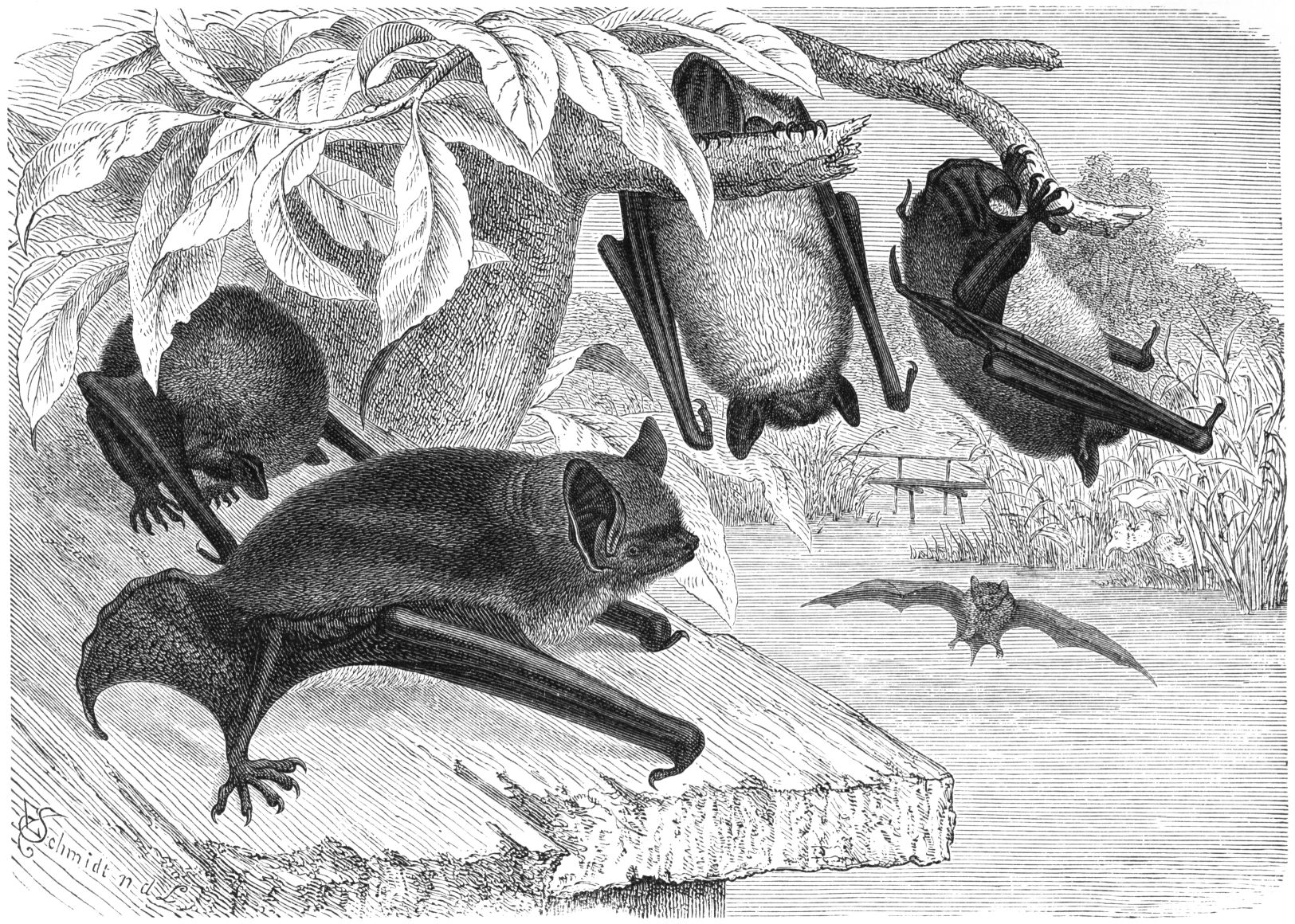
Ratpenat de Daubenton
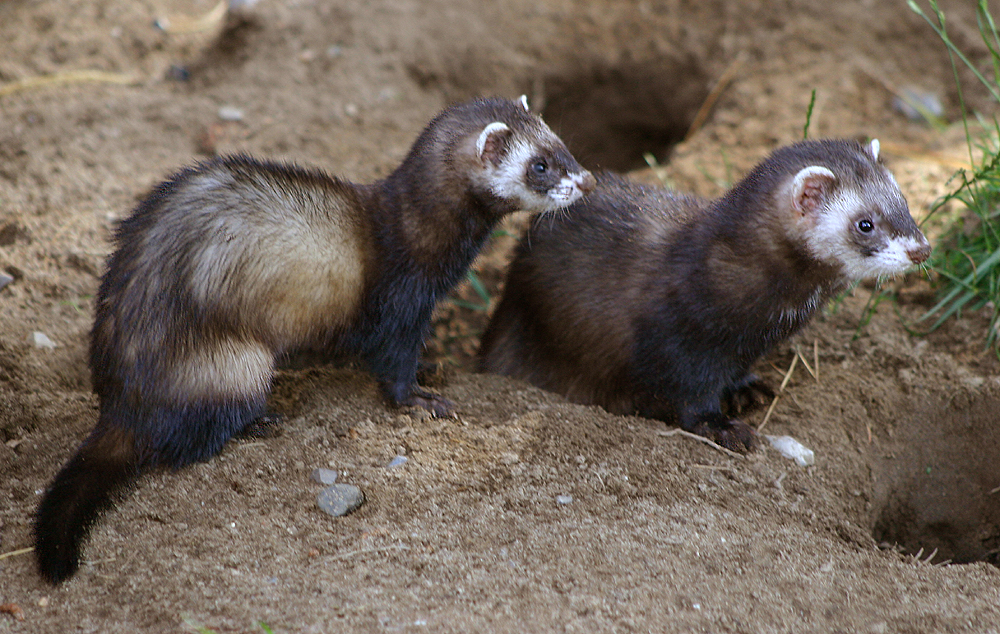
Mustela putorius
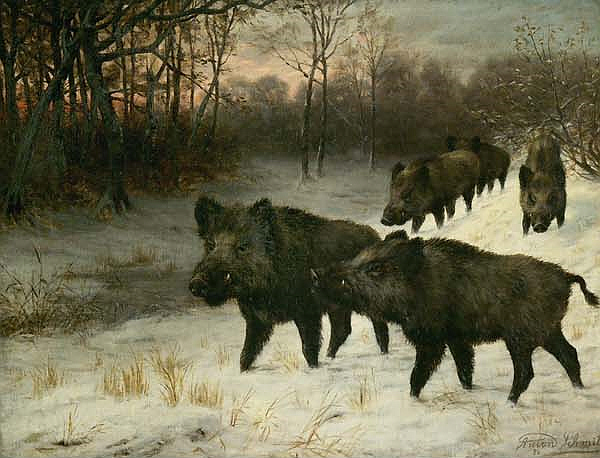
Senglar per Anton Schmitz
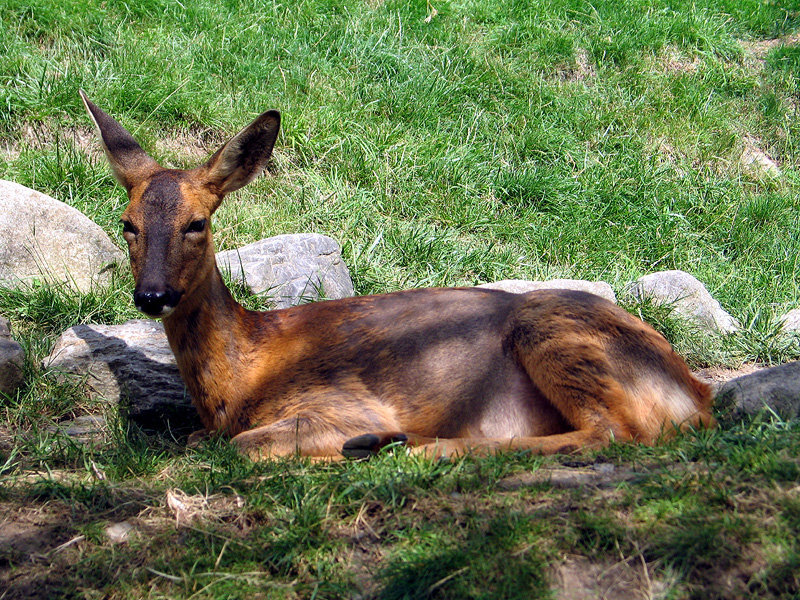
Cèrvid
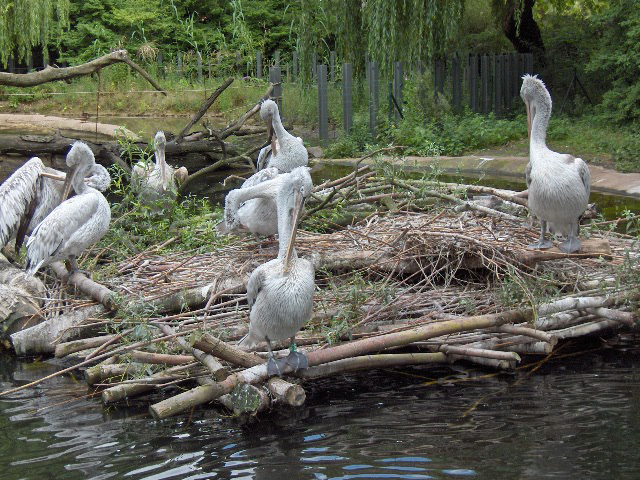
Pelecanus crispus
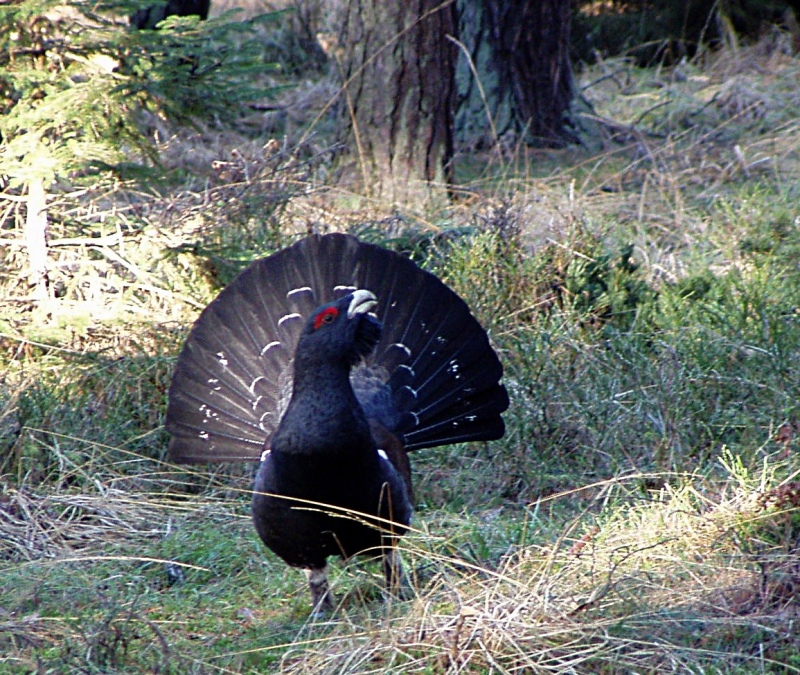
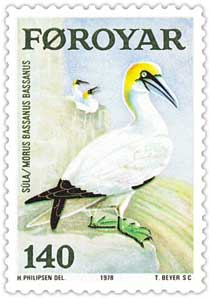
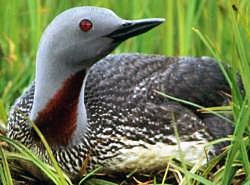
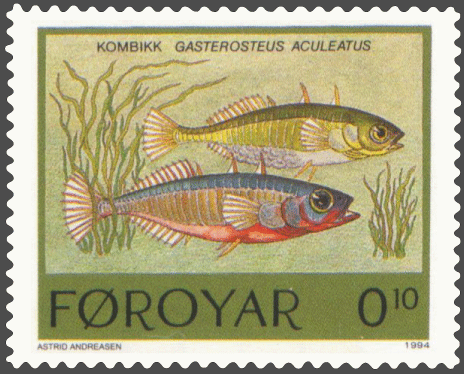
Gasterosteus aculeatus

## Cultures humanes

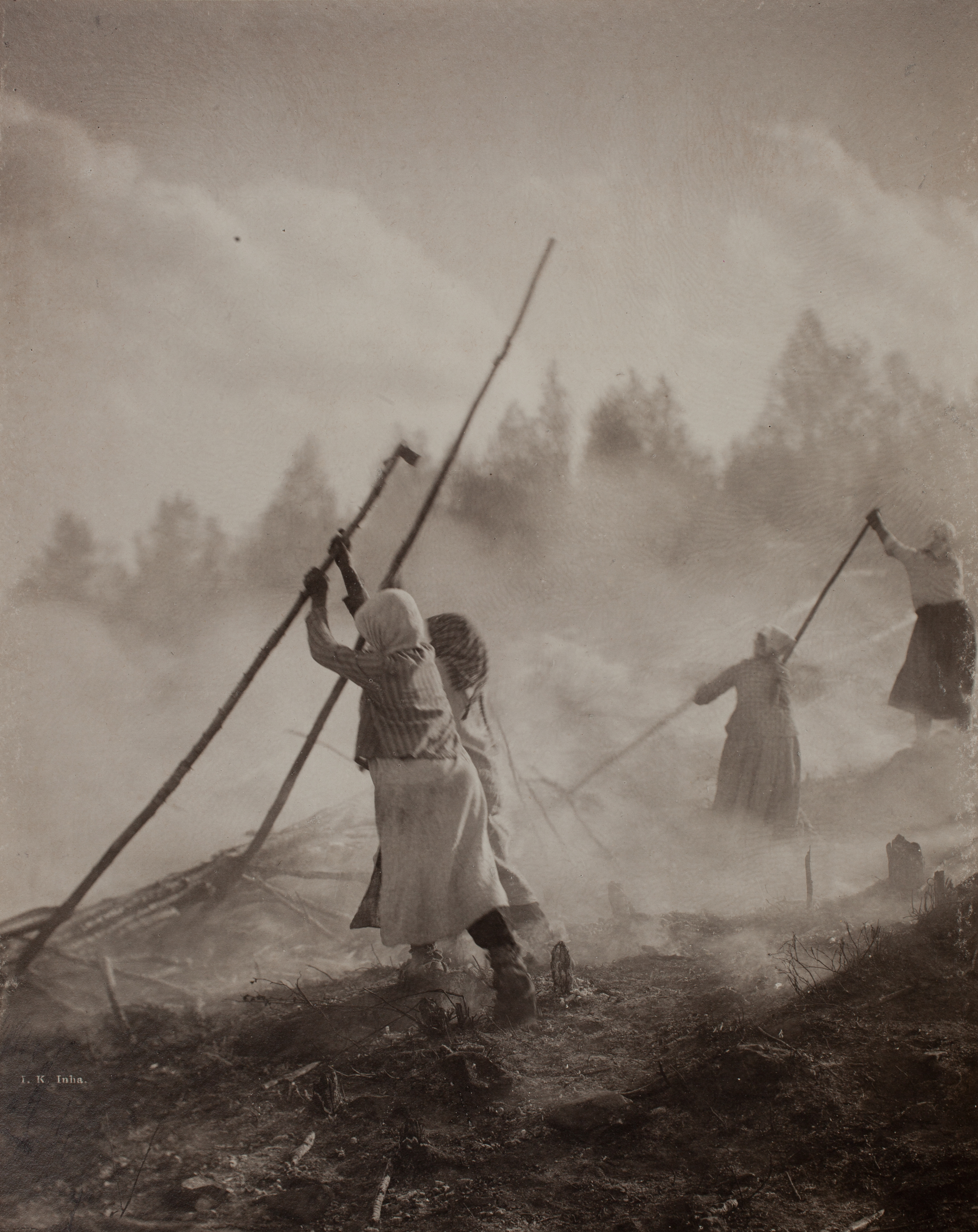
Artigues

Les cultures humanes del nord d'Europa eren principalment del Mesolític. La cultura Kongemose (6400–5400 aC) estava a Dinamarca. Els assentament de la cultura Kongemose es van abandonar en el període Atlàntic tardà a causa de l'alça del nivell de les aigües del Mar Littorina i va ser succeït per la cultura Ertebølle (5400–3900 a.) situada a la nova línia del litoral. El nord-est d'Europa estava deshabitat al període Atlàntic primerenc. Cap al 7000 aC va aparèixer la cultura mesolítica Sertuana que ja utilitzava la ceràmica.